# Apocalypse, girl
Apocalypse, Girl — третий студийный альбом норвежской певицы Енню Вал, выпущенный 9 июня 2015 года на Sacred Bones Records. Также были сняты видеоклипы для «That Battle Is Over», «Sabbath» и «Take Care Of Yourself».

## Награды
| Публикации   | Награда                      | Год  | Позиция |
| Pitchfork    | 50 лучших альбомов 2015 года | 2015 | 42      |
| Stereogum    | 50 лучших альбомов 2015 года | 2015 | 14      |
| The Guardian | Лучшие альбомы 2015 года     | 2015 | 32      |
| ------------ | ---------------------------- | ---- | ------- |

## Список композиций
Слова и музыка всех песен — Jenny Hval, за исключением отмеченных.
| №   | Название                            | Длительность |
| --- | ----------------------------------- | ------------ |
| 1.  | «Kingsize (Mette Moestrup)»         | 2:25         |
| 2.  | «Take Care of Yourself»             | 3:02         |
| 3.  | «That Battle Is Over»               | 4:35         |
| 4.  | «White Underground (Lasse Marhaug)» | 2:20         |
| 5.  | «Heaven»                            | 4:54         |
| 6.  | «Why This?»                         | 3:37         |
| 7.  | «Some Days»                         | 0:49         |
| 8.  | «Sabbath»                           | 3:49         |
| 9.  | «Angels and Anaemia»                | 3:27         |
| 10. | «Holy Land» (Lasse Marhaug)         | 9:59         |

## Чарты
| Чарт (2015)                | Пиковая позиция |
| -------------------------- | --------------- |
| Нидерланды (Album Top 100) | 81              |